# Le Cygne mourant
Pour plus de détails, voir Fiche technique et Distribution.
Le Cygne mourant (Умирающий лебедь, Umirayushchiy lebed) est un film russe réalisé par Evgueny Bauer, sorti en 1917,.

## Synopsis
Un peintre veut peindre la beauté parfaite en essayant de capturer la mort. Après de nombreux efforts infructueux, il trouve son inspiration dans la danse du cygne mourant, exécutée par une jeune ballerine, une malheureuse et belle jeune femme, muette mais habile danseuse. Son amant la trahit et sa mort est annoncée. Le peintre ramène chez lui son modèle, mais son travail ne le satisfait toujours pas. Finalement, étant tombé amoureux d'elle, il étouffe la jeune femme, qui devient alors le modèle parfait pour la mort. À la fin du film, le peintre est un homme fou entouré de crânes et d'os.

## Fiche technique
- Photographie : Boris Zavelev

## Distribution
- Vera Karalli : Gizella, la ballerine muette
- Aleksandr Kheruvimov : Le père de Gizella
- Vitold Polonsky : Viktor Krasovsky
- Andrej Gromov : Valeriy Glinskiy, l'artiste
- Ivan Perestiani : ami de Glinskiy